# Sandrine Roulland
Pour les articles homonymes, voir Roulland.
Sandrine Roulland, née en 1976,  est chargée de recherches en biologie à l'Inserm. Elle est titulaire de la médaille de bronze de l'Institut des sciences biologiques.

## Biographie
Sandrine Roulland soutient en 2000 une thèse d'exercice en pharmacie à l'université de Caen, puis, en 2003, une thèse de recherche en sciences, intitulée « Translocation T(14;18) dans les lymphocytes périphériques d'individus en bonne santé : cinétique d'évolution et influence de l'exposition professionnelle agricole », sur les risques de cancer chez les agriculteurs, en lien avec leur exposition à des engrais chimiques.
Depuis 2008, elle est chercheuse à l'Inserm, membre de l'équipe Genomic instability and Human Hemopathies du centre d'immunologie de Marseille-Luminy En 2015, elle obtient la médaille de bronze du CNRS, qui récompense un premier travail scientifique.

## Publications
- Avec Pierre Milpied & Bertrand Nadel, « Premalignant cell dynamics in indolent B-cell malignancies », Medecine sciences, 31(4):360-2, april 2015.
- Avec Emmanuel Bachy & L.Couronné, « From hepatitis C virus infection to B-cell lymphoma », Annals of Oncology 29(1), octobre 2017.